# Core Audio
Bei Core Audio handelt es sich um einen Satz von Programmierschnittstellen (APIs) der Apple-Betriebssysteme macOS und iOS zur echtzeitfähigen internen Audioverarbeitung sowie der Anbindung und Ansteuerung von externer Audiohardware.
Diese Schnittstellen stellen betriebssystemseitig eine direkte Anbindung an die Hardwareabstraktionsschicht zur Verfügung, wodurch die für Echtzeitfähigkeit nötigen niedrigen Latenzen ermöglicht werden. Für die Nutzung wird dem Entwickler eine Vielzahl Frontend-APIs (Audio Units, OpenAL, MIDI, AudioToolbox etc.) zur Verfügung gestellt, die sogenannten Application Level Services.
Core Audio wurde bereits mit der ersten Version von Mac OS X 10.0 ausgeliefert und ist integraler Bestandteil des Systems. In iOS ist es ab Version 2.0 enthalten.